# Балабаевка (Тамбовская область)
Балабаевка — деревня в Сосновском районе Тамбовской области. Входит в состав Верхнеярославского сельсовета.

## География
Балабаевка расположена в пределах Окско-Донской равнины, в северо-западной части района, у ручья Спорный, возле деревни Ситовка. С юга — Новоюрьевский сельсовет Староюрьевского района.
Климат
Новоямское находится, как и весь район, в умеренном климатическом поясе, и входит в состав континентальной климатической области Восточно-Европейской Равнины. В среднем в год выпадает от 350 до 450 мм осадков. Весной, летом и осенью преобладают западные и южные ветра, зимой — северные и северо-восточные. Средняя скорость ветра 4-5 м/с.

## История
Деревня Балабаевка появилась в первой половине XIX в. Поскольку на карте (план генерального межевания) 1790 г. деревни ещё нет, а на топографической карте А. И. Менде 1862 г. она уже имеется.
В списках населённых мест Тамбовской губернии по сведениям 1862 года именуется как казенная деревня Балабаевка при Ситовском ржавце.
Балабаевка упоминается в епархиальных сведениях 1911 года по церковному приходу села Покрово-Васильевское.
Согласно Закону Тамбовской области от 17 сентября 2004 года № 232-З населённый пункт включен в состав образованного муниципального образования Фёдоровский сельсовет.
7 августа 2017 года, после объединения Верхнеярославского и Фёдоровского сельсовета в Верхнеярославский сельсовет, Балабаевка вошла в Верхнеярославский сельсовет.

## Население
В 1862 году в Балабаевке было 16 дворов с населением 71 человек (мужчин — 37, женщин — 34).
В 1910 году в деревне было 40 домохозяйств, 249 десятин земли
К 1911 году было дворов крестьянских 77 с населением 602 человека: мужского пола — 305, женского пола — 297 человек.
Однако данные из адрес-календаря Тамбовской губернии за тот же 1911 г. сильно отличаются: 35 дворов с населением 310 человек (мужчин — 155, женщин — 165). Надельной земли было 249 десятин. Владение землёй подворное.
В 1914 году в деревне жило 337 человек (мужчин — 150, женщин — 187). Земли было так же 249 десятин.
В 1926 году в Балабаевке числилось 76 хозяйств с населением 424 человека (мужчин — 195, женщин — 229).
По спискам сельскохозяйственного налога на 1928-29 гг. в деревне было 73 хозяйства с населением 430 человек.
| 2010 |
| ---- |
| 2    |

## Инфраструктура
Личное подсобное хозяйство.

## Транспорт
Просёлочные дороги.